# Operazione Niblick
La serie di test nucleari denominata Operazione Niblick si riferisce alle detonazioni nucleari condotte dagli Stati Uniti d'America in diverse aree del poligono nucleare denominato Nevada Test Site, dal 12 agosto 1963 al 30 giugno 1964.

## Storia
L'operazione, che si colloca cronologicamente tra due serie di test nucleari svolte sempre nel sito di test nevadese, ossia l'Operazione Roller Coaster, che non vide detonazioni nucleari, e l'Operazione Whetstone, fu condotta dalla Commissione per l'energia atomica degli Stati Uniti d'America assieme all'Armed Forces Special Weapons Project, all'Office of Civil and Defense Mobilization e ad altre agenzie governative.

La serie di test fu la prima condotta dopo la firma del Trattato sulla messa al bando parziale degli esperimenti nucleari, avvenuta il 5 agosto 1963, e tutte le esplosioni furono quindi effettuate nel sottosuolo, così da garantire un miglior confinamento delle radiazioni. Dei vari crateri di subsidenza generati da tali detonazioni sotterranee, il più famoso è certamente quello del test Bilby, il più potente dell'intera operazione. Oggi tale cratere, largo circa 550 metri e profondo quasi 25 metri, è infatti una delle mete del tour turistico che è possibile condurre all'interno del sito di test e, in un'area dello stesso, furono anche mandati ad addestrarsi gli astronauti dell'Apollo 11 in previsione dello sbarco sulla Luna.
Dei 41 test effettuati, 35 avevano come scopo lo sviluppo di nuovi armamenti; quattro, ossia Tornillo, Klickitat, Ace e Dub, erano rivolti alla valutazione dell'utilizzo di armi atomiche per scopi civili, principalmente nel campo delle escavazioni, rientrando quindi anche nell'Operazione Plowshare; uno, ossia lo Shoal, rientrava nel Progetto Vela Uniform, avente lo scopo di testare metodi sismici per rilevare l'esplosione di ordigni atomici sotterranei; uno, ossia il Mullet, era un test atto a verificare la sicurezza dell'ordigno.

## Ordigni testati
Data la conduzione sotterranea dei test, poco o nulla è noto circa gli ordigni testati, le cui informazioni rimangono classificate, e gli unici report di pubblico dominio sono quelli relativi alla sorveglianza radiologica delle aree circostanti i test.
Come tutti i test svolti nel Nevata Test Site, anche quelli dell'Operazione Niblick furono test a potenza relativamente bassa, con l'eccezione del già citato test Bilby, che rilasciò un'energia di 249 chilotoni che, sebbene sia pari a circa 19 volte quella rilasciata della bomba atomica sganciata su Hiroshima, è comunque decine di volte inferiore a quella di molti esperimenti condotti nel Pacific Proving Grounds con bombe termonucleari.

## Test
| Nome                        | Data e ora (UT)                | Fuso orario locale | Sito                                  | Altitudine + quota | Modalità, Scopo                             | Tipo di ordigno | Potenza           | Fallout                                 | Fonti                               | Note |
| --------------------------- | ------------------------------ | ------------------ | ------------------------------------- | ------------------ | ------------------------------------------- | --------------- | ----------------- | --------------------------------------- | ----------------------------------- | --- |
| Pekan                       | 12 agosto 1963, 23:45:00,13    | PST (-8 ore)       | NTS Area U3bw 37.04164°N 116.01644°W  | 1197 m - 302,27 m  | Pozzo sotterraneo, sviluppo di armamenti    |                 | 8 kt              | Rilevato, 1,1 MCi (41 PBq)              | [ 1 ] [ 4 ] [ 5 ] [ 6 ] [ 5 ] [ 6 ] | |
| Satsop                      | 15 agosto 1963, 13:00:00,15    | PST (-8 ore)       | NTS Area U2g 37.15407°N 116.07756°W   | 1306 m - 224,94 m  | Pozzo sotterraneo, sviluppo di armamenti    |                 | 3 kt              |                                         | [ 1 ] [ 6 ]                         | |
| Kohocton - 1 (con Natches)  | 23 agosto 1963, 13:20:00,15    | PST (-8 ore)       | NTS Area U9ak 37.12492°N 116.03626°W  | 1289 m - 254,51 m  | Pozzo sotterraneo, sviluppo di armamenti    |                 | inferiore a 20 kt | Rilevato, 3 kCi (110 TBq)               | [ 1 ] [ 4 ] [ 5 ] [ 6 ]             | |
| Natches - 2 (con Kohocton)  | 23 agosto 1963, 13:20:00,14    | PST (-8 ore)       | NTS Area U9ak1 37.12492°N 116.03612°W | 1261 m +           | Pozzo sotterraneo, sviluppo di armamenti    |                 | inferiore a 20 kt |                                         | [ 1 ] [ 6 ]                         | |
| Ahtanum                     | 13 settembre 1963, 13:53:00,15 | PST (-8 ore)       | NTS Area U2l 37.16333°N 116.08157°W   | 1320 m - 225,55 m  | Pozzo sotterraneo, sviluppo di armamenti    |                 | 1 kt              | Rilevato, 35 Ci (1,3 TBq)               | [ 1 ] [ 4 ] [ 5 ] [ 6 ]             | |
| Bilby                       | 13 settembre 1963, 17:00:00,13 | PST (-8 ore)       | NTS Area U3on 37.06053°N 116.02237°W  | 1215 m - 714,3 m   | Pozzo sotterraneo, sviluppo di armamenti    |                 | 249 kt            | Rilevato, 1 Ci (37 GBq)                 | [ 1 ] [ 4 ] [ 5 ] [ 6 ]             | |
| Carp                        | 27 settembre 1963, 14:20:00,13 | PST (-8 ore)       | NTS Area U3cb 37.03728°N 116.01643°W  | 1193 m - 329,55 m  | Pozzo sotterraneo, sviluppo di armamenti    |                 | 80 t              | Rilevato, 1,1 kCi (41 TBq)              | [ 1 ] [ 4 ] [ 5 ] [ 6 ]             | |
| Narraguagus                 | 27 settembre 1963, 17:30:00,15 | PST (-8 ore)       | NTS Area U2f 37.15473°N 116.07423°W   | 1302 m - 150,27 m  | Pozzo sotterraneo, sviluppo di armamenti    |                 | 80 t              | Rilevato, 160 Ci (5,9 TBq)              | [ 1 ] [ 5 ] [ 6 ]                   | |
| Grunion                     | 11 ottobre 1963, 14:00:00,11   | PST (-8 ore)       | NTS Area U3bz 37.03735°N 116.02196°W  | 1193 m - 261,31 m  | Pozzo sotterraneo, sviluppo di armamenti    |                 | 8 kt              | Rilevato, 4 kCi (150 TBq)               | [ 1 ] [ 4 ] [ 5 ] [ 6 ]             | |
| Tornillo                    | 11 ottobre 1963, 21:00:00,155  | PST (-8 ore)       | NTS Area U9aq 37.11867°N 116.03473°W  | 1267 m - 149,05 m  | Pozzo sotterraneo, ricerca a scopi pacifici |                 | 380 t             | Rilevato, 520 Ci (19 TBq)               | [ 1 ] [ 4 ] [ 5 ] [ 6 ]             | Fu il quinto test del Progetto Plowshare, volto a sviluppare un ordigno pulito da utilizzare nel campo delle escavazioni.                   |
| Clearwater                  | 16 ottobre 1963, 17:00:00,14   | PST (-8 ore)       | NTS Area U12q 37.19812°N 116.23038°W  | 2233 m - 548,03 m  | Pozzo sotterraneo, sviluppo di armamenti    |                 | 60 kt             | Rilevato, 4,6 kCi (170 TBq)             | [ 1 ] [ 4 ] [ 5 ] [ 6 ]             | |
| Mullet                      | 17 ottobre 1963, 15:00:00,15   | PST (-8 ore)       | NTS Area U2ag 37.13076°N 116.06783°W  | 1275 m - 60,35 m   | Pozzo sotterraneo, valutazione sicurezza    |                 | inferiore a 20 kt |                                         | [ 1 ] [ 6 ]                         | |
| Shoal                       | 26 ottobre 1963, 17:00:00,1    | PST (-8 ore)       | Fallon, Nevada 39.20012°N 118.38124°W | 1603 m - 370 m     | Pozzo sotterraneo, ricerca geologica        |                 | 12 kt             | Rilevato, 110 Ci (4,1 TBq)              | [ 1 ] [ 5 ] [ 6 ]                   | Fu il primo test del Progetto Vela Uniform, avente lo scopo di sviluppare metodi sismici per rilevare test nucleari sotterranei.            |
| Anchovy                     | 14 novembre 1963, 16:00:00,12  | PST (-8 ore)       | NTS Area U3bq 37.03947°N 116.01913°W  | 1194 m - 260,25 m  | Pozzo sotterraneo, sviluppo di armamenti    |                 | 9 kt              | Rilevato, inferiore a 230 kCi (8,5 PBq) | [ 1 ] [ 4 ] [ 5 ] [ 6 ]             | |
| Mustang                     | 15 novembre 1963, 15:00:00,15  | PST (-8 ore)       | NTS Area U9at 37.13226°N 116.04776°W  | 1257 m – 165,81 m  | Pozzo sotterraneo, sviluppo di armamenti    |                 | 2 kt              | Rilevato, 100 Ci (3,7 TBq)              | [ 1 ] [ 4 ] [ 5 ] [ 6 ]             | |
| Greys                       | 22 novembre 1963, 17:30:00,15  | PST (-8 ore)       | NTS Area U9ax 37.11929°N 116.04604°W  | 1248 m - 300,84 m  | Pozzo sotterraneo, sviluppo di armamenti    |                 | 20 kt             | Rilevato, inferiore a 460 Ci (17 TBq)   | [ 1 ] [ 4 ] [ 5 ] [ 6 ]             | |
| Barracuda - 2 (con Sardine) | 4 dicembre 1963, 16:38:30.13   | PST (-8 ore)       | NTS Area U3cr 37.04386°N 116.01295°W  | 1202 m - 263,3 m   | Pozzo sotterraneo, sviluppo di armamenti    |                 | inferiore a 20 kt | Rilevato, 100 Ci (3,7 TBq)              | [ 1 ] [ 5 ] [ 6 ]                   | Simultanei, in pozzi separati. |
| Sardine - 1 (con Barracuda) | 4 dicembre 1963, 16:38:30,118  | PST (-8 ore)       | NTS Area U3ch 37.03959°N 116.03009°W  | 1194 m - 262 m     | Pozzo sotterraneo, sviluppo di armamenti    |                 | 8 kt              | Rilevato, 30 Ci (1,1 TBq)               | [ 1 ] [ 4 ] [ 5 ] [ 6 ]             | Simultanei, in pozzi separati. |
| Eagle                       | 12 dicembre 1963, 16:02:00,15  | PST (-8 ore)       | NTS Area U9av 37.13098°N 116.04476°W  | 1254 m - 164,59 m  | Pozzo sotterraneo, sviluppo di armamenti    |                 | 5,3 kt            | Rilevato off site, 760 Ci (28 TBq)      | [ 1 ] [ 4 ] [ 5 ] [ 6 ]             | |
| Tuna                        | 20 dicembre 1963, 15:24:00,13  | PST (-8 ore)       | NTS Area U3de 37.05277°N 116.03413°W  | 1203 m - 414,35 m  | Pozzo sotterraneo, sviluppo di armamenti    |                 | inferiore a 20 kt | Rilevato, inferiore a 0,1 Ci (3,7 GBq)  | [ 1 ] [ 4 ] [ 5 ] [ 6 ]             | |
| Fore                        | 16 gennaio 1964, 16:00:00,15   | PST (-8 ore)       | NTS Area U9ao 37.14205°N 116.05014°W  | 1263 m - 490,42 m  | Pozzo sotterraneo, sviluppo di armamenti    |                 | 38 kt             | Rilevato, 1,2 kCi (44 TBq)              | [ 1 ] [ 4 ] [ 5 ] [ 6 ]             | |
| Oconto                      | 23 gennaio 1964, 16:00:00,15   | PST (-8 ore)       | NTS Area U9ay 37.12637°N 116.0372°W   | 1260 m - 264,69 m  | Pozzo sotterraneo, sviluppo di armamenti    |                 | 10,5 kt           | Rilevato off site, 30 kCi (1,1 PBq)     | [ 1 ] [ 4 ] [ 5 ] [ 6 ]             | |
| Club                        | 30 gennaio 1964, 16:00:00,15   | PST (-8 ore)       | NTS Area U2aa 37.13616°N 116.07153°W  | 1283 m - 180,44 m  | Pozzo sotterraneo, sviluppo di armamenti    |                 | 2 kt              | Rilevato, 590 Ci (22 TBq)               | [ 1 ] [ 4 ] [ 5 ] [ 6 ]             | |
| Solendon                    | 12 febbraio 1964, 15:38:00,12  | PST (-8 ore)       | NTS Area U3cz 37.05659°N 116.02998°W  | 1206 m - 150,17 m  | Pozzo sotterraneo, sviluppo di armamenti    |                 | inferiore a 20 kt | Rilevato, 10 Ci (370 GBq)               | [ 1 ] [ 4 ] [ 5 ] [ 6 ]             | |
| Bunker                      | 13 febbraio 1964, 15:30:00,15  | PST (-8 ore)       | NTS Area U9bb 37.13201°N 116.03325°W  | 1270 m - 226,77 m  | Pozzo sotterraneo, sviluppo di armamenti    |                 | 1,5 kt            | Rilevato, inferiore a 420 Ci (16 TBq)   | [ 1 ] [ 4 ] [ 5 ] [ 6 ]             | |
| Bonefish                    | 18 febbraio 1964, 15:37:19,12  | PST (-8 ore)       | NTS Area U3bt 37.05937°N 116.03405°W  | 1207 m - 300,76 m  | Pozzo sotterraneo, sviluppo di armamenti    |                 | 5 kt              | Rilevato, 19 Ci (700 GBq)               | [ 1 ] [ 5 ] [ 6 ]                   | |
| Mackerel                    | 18 febbraio 1964, 15:37:37,124 | PST (-8 ore)       | NTS Area U4b 37.09558°N 116.05159°W   | 1236 m - 333,71 m  | Pozzo sotterraneo, sviluppo di armamenti    |                 | inferiore a 20 kt |                                         | [ 1 ] [ 6 ]                         | |
| Klickitat                   | 20 febbraio 1964, 15:30:00,15  | PST (-8 ore)       | NTS Area U10e 37.15084°N 116.04098°W  | 1273 m - 492,56 m  | Pozzo sotterraneo, ricerca a scopi pacifici |                 | 70 kt             | Rilevato, inferiore a 10 Ci (370 GBq)   | [ 1 ] [ 4 ] [ 5 ] [ 6 ]             | Fu il sesto test del Progetto Plowshare, volto a sviluppare un ordigno nucleare più efficiente da utilizzare nel campo delle escavazioni.   |
| Handicap                    | 12 marzo 1964, 15:00:00,01     | PST (-8 ore)       | NTS Area U9ba 37.12995°N 116.03726°W  | 1261 m - 143,26 m  | Pozzo sotterraneo, sviluppo di armamenti    |                 | 200 t             | Rilevato, 300 Ci (11 TBq)               | [ 1 ] [ 4 ] [ 5 ] [ 6 ]             | |
| Pike                        | 13 marzo 1964, 16:02:00,12     | PST (-8 ore)       | NTS Area U3cy 37.05042°N 116.01224°W  | 1211 m - 114,5 m   | Pozzo sotterraneo, sviluppo di armamenti    |                 | 2 kt              | Rilevato off site, 120 kCi (4,4 PBq)    | [ 1 ] [ 4 ] [ 5 ] [ 6 ]             | Rilasciò nell'aria alte dosi di particelle per 69 secondi dopo la detonazione, fino a quando il pozzo non crollò.                           |
| Hook                        | 14 aprile 1964, 14:40:00,15    | PST (-8 ore)       | NTS Area U9bc 37.12887°N 116.0307°W   | 1276 m - 203,67 m  | Pozzo sotterraneo, sviluppo di armamenti    |                 | 3 kt              | Rilevato, inferiore a 350 Ci (13 TBq)   | [ 1 ] [ 4 ] [ 5 ] [ 6 ]             | |
| Sturgeon                    | 15 aprile 1964, 14:30:00,12    | PST (-8 ore)       | NTS Area U3bo 37.04393°N 116.01911°W  | 1198 m - 149,77 m  | Pozzo sotterraneo, sviluppo di armamenti    |                 | 2 kt              | Rilevato, 230 Ci (8,5 TBq)              | [ 1 ] [ 4 ] [ 5 ] [ 6 ]             | |
| Bogey                       | 17 aprile 1964, 15:29:52,28    | PST (-8 ore)       | NTS Area U9au 37.11944°N 116.03476°W  | 1265 m - 118,84 m  | Pozzo sotterraneo, sviluppo di armamenti    |                 | inferiore a 20 kt | Rilevato, inferiore a 60 Ci (2,2 TBq)   | [ 1 ] [ 4 ] [ 5 ] [ 6 ]             | |
| Turf                        | 24 aprile 1964, 20:10:00,15    | PST (-8 ore)       | NTS Area U10c 37.14982°N 116.05609°W  | 1272 m - 506,88 m  | Pozzo sotterraneo, sviluppo di armamenti    |                 | 38 kt             | Rilevato, inferiore a 200 Ci (7,4 TBq)  | [ 1 ] [ 4 ] [ 5 ] [ 6 ]             | |
| Pipefish                    | 29 aprile 1964, 20:47:00,12    | PST (-8 ore)       | NTS Area U3co 37.03954°N 116.02735°W  | 1194 m - 261,92 m  | Pozzo sotterraneo, sviluppo di armamenti    |                 | 15 kt             | Rilevato I-131, 0                       | [ 1 ] [ 4 ] [ 6 ]                   | |
| Driver                      | 7 maggio 1964, 13:00:00,15     | PST (-8 ore)       | NTS Area U9ar 37.12021°N 116.04116°W  | 1253 m - 148,19 m  | Pozzo sotterraneo, sviluppo di armamenti    |                 | inferiore a 20 kt | Rilevato, 37 Ci (1,4 TBq)               | [ 1 ] [ 4 ] [ 5 ] [ 6 ]             | |
| Backswing                   | 14 maggio 1964, 14:40:00,15    | PST (-8 ore)       | NTS Area U9aw 37.11729°N 116.03981°W  | 1257 m - 163,37 m  | Pozzo sotterraneo, sviluppo di armamenti    |                 | 8 kt              | Rilevato, 37 Ci (1,4 TBq)               | [ 1 ] [ 4 ] [ 5 ] [ 6 ]             | |
| Minnow                      | 15 maggio 1964, 16:15:00,12    | PST (-8 ore)       | NTS Area U3cv 37.04167°N 116.01297°W  | 1199 m - 241,34 m  | Pozzo sotterraneo, sviluppo di armamenti    |                 | 6 kt              |                                         | [ 1 ] [ 6 ]                         | |
| Ace                         | 11 giugno 1964, 16:45:00,15    | PST (-8 ore)       | NTS Area U2n 37.14856°N 116.07687°W   | 1300 m - 262,74 m  | Pozzo sotterraneo, ricerca a scopi pacifici |                 | 3 kt              | Rilevato, 9 Ci (330 GBq)                | [ 1 ] [ 4 ] [ 5 ] [ 6 ]             | Fu il settimo test del Progetto Plowshare, volto a sviluppare un ordigno nucleare più efficiente da utilizzare nel campo delle escavazioni. |
| Bitterling                  | 12 giugno 1964, 14:01:00,1     | PST (-8 ore)       | NTS Area U3cu 37.03892°N 116.01293°W  | 1196 m - 192,6 m   | Pozzo sotterraneo, sviluppo di armamenti    |                 | 500 t             |                                         | [ 1 ] [ 6 ]                         | |
| Duffer                      | 18 giugno 1964, 13:30:00,2     | PST (-8 ore)       | NTS Area U10ds 37.16595°N 116.03928°W | 1288 m - 445,71 m  | Pozzo sotterraneo, sviluppo di armamenti    |                 | 150 t             | Rilevato, inferiore a 41 Ci (1,5 TBq)   | [ 1 ] [ 5 ] [ 6 ]                   | |
| Fade                        | 25 giugno 1964, 13:30:00,14    | PST (-8 ore)       | NTS Area U9be 37.11109°N 116.02965°W  | 1280 m - 205,16 m  | Pozzo sotterraneo, sviluppo di armamenti    |                 | 6 kt              | Rilevato, 35 Ci (1,3 TBq)               | [ 1 ] [ 4 ] [ 5 ] [ 6 ]             | |
| Dub                         | 30 giugno 1964, 13:33:00,14    | PST (-8 ore)       | NTS Area U10a 37.17434°N 116.05736°W  | 1282 m - 258,56 m  | Pozzo sotterraneo, ricerca a scopi pacifici |                 | 11,7 kt           | Rilevato, 29 Ci (1,1 TBq)               | [ 1 ] [ 4 ] [ 6 ]                   | Fu l'ottavo test del Progetto Plowshare, volto a migliorare le tecniche di piazzamento degli ordigni.                                       |

1. ↑  Gli Stati Uniti d'America, la Francia e il Regno Unito chiamano ogni loro singolo test con un nome in codice, mentre Unione Sovietica e Cina, salvo rari casi, non lo fanno, quindi i loro test sono identificati solo da numeri. Un trattino seguito da un numero indica un membro di un test a salve.
2. ↑  Per convertire l'ora universale in ora locale, si deve aggiungere alla prima il numero tra parentesi.
3. ↑  Nome del luogo e corrispettive coordinate. Nel caso di test missilistici, viene indicato il luogo di lancio del missile prima del luogo della detonazione. Mentre alcune località possono essere indicate con sicurezza, nel caso, ad esempio, di esplosioni in alta atmosfera, le indicazioni possono essere piuttosto inaccurate.
4. ↑  Con "altitudine" si intende l'altezza rispetto al livello del mare del terreno posto direttamente sotto l'esplosione, mentre con "quota" si intende la distanza tra tale punto e l'esplosione. Nel caso di test missilistici, il livello del terreno è indicato con "N/A". L'assenza di numeri o altre indicazioni sta a significare che il valore è sconosciuto.
5. ↑  L'energia liberata espressa in chilotoni e megatoni.